# Прайм-тайм (фильм, 2012)
«Прайм-тайм» (швед. Prime Time) — шведский детективный фильм, снятый по роману шведской писательницы Лизы Марклунд, которая выступила соавтором сценария.

## Сюжет
Журналистка Анника Бенгтсон снова в деле. Из-за этого она отказывается ехать вместе с мужем и детьми в гости к свекрови. На сей раз жертвой стала знаменитая шведская телеведущая.

## В ролях
- Малин Крепин — Анника Бенгтсон (Annika Bengtzon)
- Бьёрн Килльман — Андерс Шюман
- Лейф Андре — Спикен
- Эрик Юханссон — Патрик Нильсон
- Кайса Эрнст — Берит Хармин
- Рикард Ульфсетер — Томас Самуэльссон
- Феликс Энгстрём — Q
- Муа Гаммель — Анне Снаппхен о
- Жозефин Борнебуш — Мишель Карлссон
- Мария Кулле — Карин Белльхорн
- Густав Левин — Гуннар Антонссон